# Annick Mercier
Pour les articles homonymes, voir Mercier.
Annick Mercier, née le 15 juin 1964, est une curleuse française.

## Biographie
Annick Mercier est sacrée championne de France de curling à six reprises (1990, 1991, 1992, 1994, 1995 et 1996).
Elle participe à cinq éditions des Championnats du monde de curling, sa meilleure performance étant une sixième place en 1989, et à sept éditions des Championnats d'Europe de curling, sa meilleure performance étant une quatrième place en 1987. Elle dispute également les tournois de démonstration de curling aux Jeux olympiques de 1988 et de 1992, terminant respectivement à la huitième et à la septième place.